# Королівство Саравак
Королівство Саравак (англ. State of Sarawak) — держава та британський протекторат на острові Калімантан, що існувала в 1841-1946 році. Заснував державу британський військовик та авантюрист Джеймс Брук, який отримав від султана Брунею землю у володіння та титул раджі. Користуючись підтримкою Британської Імперії, Брук домігся незалежності свого володіння від Брунею. Спадкоємець Брука Чарлз Ентоні зумів укріпити владу своєї династії та захопити значні території в Брунею, поставивши на межу виживання самий малайський султанат. За третього представника династії «білих раджів» королівство досягло економічного процвітання, в першу чергу завдяки виявлення багатих покладів нафти. Втім японське вторгнення 1941 року та окупація призвели до руйнації влади Бруків та передачі королівства під повний контроль Великої Британії.

## Передумови
Сараваком або Серавою у XIII—XIX називали територію в північно-західній частині острова Борнео. У XV—XVI століттях ця територія була під контролем Брунейського султанату, але вже на початку XVII століття вона стала ареною боротьби між Брунеєм та західним султанатом Самбасом. За деякими даними Бруней встановив контроль над Сараваком знову близько 1730 року, але втратив його на користь Самбасу не пізніше початку XIX століття.
У 1826 році Бруней знову зробив спробу захопити контроль над Сараваком, що пов'язано з видобутком важливого на той час металу — сурми. Для цього султан Омар Алі Сайфуддін II відіслав до Сараваку свого родича Макоту з повноваженнями намісника та загоном солдатів та чиновників. Макота заснував форт Серавак (майбутній Кучинг) неподалік гирла річки Саравак. Натомість місцева малайська знать не сприйняла нового правителя, лідери перенесли свої житла вглиб острова, заснувавши там низку укріплень, зокрема в Ліда-Тана (малай. Lidah Tanah) та Сініавані (малай. Siniawan). У 1836 році місцева знать повстала проти губернатора Макоти. 1839 року під час продовження повстання вони звернулися до нідерландського протекторату Самбасу з проханням прийняти Саравак під владу султана Самбасу.
У 1838 році султан надіслав до Сараваку свого бендагару (візира) принца Хашима для отримання данини та допомоги в придушенні повстань. Але в Хашим одразу ж виник конфлікт з Макотою, який побачив у прибульці свого конкурента. У серпні 1839 року з Сінгапуру з подарунками до Хашима прибув англієць Джеймс Брук з озброєним гарматами кораблем. Хашим звернувся до Брука з проханням допомогти. 1839 року Брук провів перемовини з повстанцями та примусив їх відступити вглиб острова від форту Серавак. Хашим розумів, що після від'їзду англійців повстання може продовжитися. Тому, щоб затримати їх у країні, він запропонував Бруку посаду намісника Сараваку. Брук продовжив боротьбу з повстанцями й взяв під контроль територію вздовж річки Саравак. Утім Хашим не мав реальних повноважень звільнити Макоту та призначити англійця намісником. Тоді Брук став погрожувати залишити Саравак. Лише тоді брунейський принц вирішив ризикнути. 24 вересня 1841 року Хашим привів Брука до присяги намісника Сараваку в присутності Макоти, причому прибічники Хашима погрожували Макоті ножами.

## Правління Джеймса Брука
Після призначення новий раджа негайно видав 8 законів, що стосувалися відповідальності за вбивства та пограбування, торгівлі, безпеки, праці, податків.
Попри посаду намісника, становище Брука залишалося складним. У форті Серавак перебував попередній намісник Макота, який постійно інтригував проти раджі. Низка істориків наразі вважає, що до затвердження призначення султаном він залишався лише виконувачем обов'язків раджі. Тому Брук вирішив отримати підтвердження про своє призначення від султана Брунею. Влітку 1842 року він відправився до столиці. У серпні 1842 року султан після перемовин з Бруком призначив його Раджою Сараваку. Втім, в обмін на територію близько 18 тисяч км² султан зажадав компенсацію у приблизно 10 тисяч доларів за свою персональну власність у регіоні.